# Locate Varesino
Locate Varesino är en ort och kommun i provinsen Como i regionen Lombardiet i Italien. Kommunen hade 4 355 invånare (2018).